# Куррайс-Новус
Куррайс-Новус (порт. Currais Novos) — муниципалитет в Бразилии, входит в штат Риу-Гранди-ду-Норти. Составная часть мезорегиона Центр штата Риу-Гранди-ду-Норти. Входит в экономико-статистический микрорегион Серидо-Ориентал. Население составляет 45 300 человек на 2006 год. Занимает площадь 903 км². Плотность населения — 47,7 чел./км².
Покровительницей города почитается святая Анна.

## История
Город основан в 1808 году.

## Статистика
- Валовой внутренний продукт на 2004 год составляет 116 419 000,00 реалов (данные: Бразильский институт географии и статистики).
- Валовой внутренний продукт на душу населения на 2004 год составляет 2834,00 реалов (данные: Бразильский институт географии и статистики).
- Индекс развития человеческого потенциала на 2000 год составляет 0,724 (данные: Программа развития ООН).